# فرودگاه کریستف کلمب جنوا

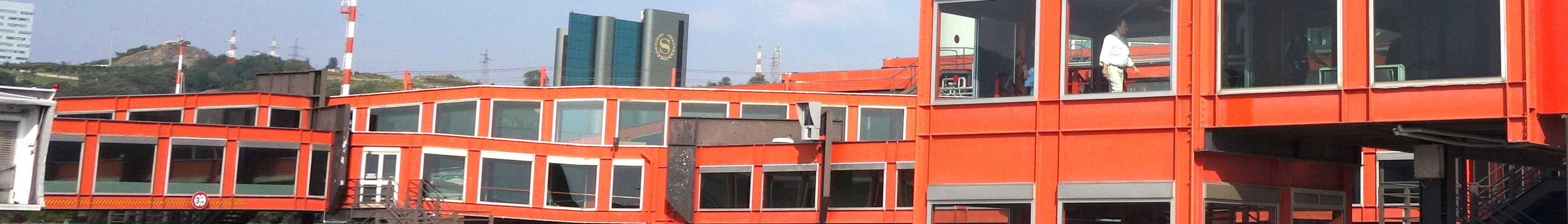
فرودگاه کریستف کلمب جنوا

فرودگاه  کریستف کلمب  جنوا (به انگلیسی: Genoa Cristoforo Colombo Airport) یک فرودگاه همگانی با کد یاتا GOA است که یک باند فرود آسفالت دارد و طول باند آن ۲۹۱۵ متر است. این فرودگاه در کشور ایتالیا قرار دارد و در ارتفاع ۴ متری از سطح دریا واقع شده‌است.

## شرکت‌های هواپیمایی و مقصدهای پروازی
| شرکت‌های هواپیمایی                                     | مقصدهای پروازی |
| ----------------------------------------------------- | --- |
| ایر فرانس اجرا توسط هاپ!                              | شارل دوگل پاریس |
| آلیتالیا                                              | لئوناردو دا وینچی-فیومیچینو |
| آلیتالیا اجرا توسط آلیتالیا سیتی‌لاینر                 | لئوناردو دا وینچی-فیومیچینو فصلی: اولبیا - کاستا اسمرالدا                                                                                                 |
| بلو پاناروما ایرلاینز اجرا توسط بلو پاناروما ایرلاینز | مادر ترزای تیرانا |
| بریتیش ایرویز                                         | گاتویک |
| بریتیش ایرویز اجرا توسط بی‌ای سیتی‌فلایر                | چارتر فصلی: گلاسگو |
| کاال‌ام اجرا توسط کی‌ال‌ام سیتی‌هاپر                      | اسخیپول آمستردام |
| لوفت‌هانزا رجینال اجرا توسط ایر دولومیتی               | مونیخ |
| میسترال ایر                                           | مادر ترزای تیرانا |
| رایان‌ایر                                              | باری، استانستد لندن، تراپانی-بیرجی |
| اس۷ ایرلاینز                                          | فصلی: دوموده‌دوو |
| اس۷ ایرلاینز اجرا توسط گلوبوس ایرلاینز                | فصلی: دوموده‌دوو |
| Thomas Cook Airlines                                  | چارتر فصلی: گاتویک، منچستر |
| ولوتی                                                 | کگلیاری-الماس، کاتانیا-فونتاناروسا، ناپل، پالرمو فصلی: فرتیلیا، آتن، بریندیسی، ایبیزا, منورکا، اولبیا - کاستا اسمرالدا، پالما د مایورکا, ملی سادورینی وین |
| ویولینگ                                               | فصلی: بارسلونا-ال پرات |